# Rebelión de Kamwina Nsapu
La rebelión de Kamwina Nsapu, también conocida como la rebelión de Kamuina Nsapu, fue una rebelión continua instigada por la milicia de Kamwina Nsapu contra las fuerzas de seguridad del estado en la República Democrática del Congo (RDC), en las provincias de Kasai Central, Kasai, Kasai Oriental, Lomami y Sankuru. Los combates comenzaron después de que la milicia liderada por Kamwina Nsapu atacara a las fuerzas de seguridad en agosto de 2016. Hay una naturaleza étnica en el conflicto con la milicia formada principalmente por lubos que han matado selectivamente a personas no lubas. 

## Curso del conflicto

### Establecimiento de la rebelión
En 2011, Jean-Pierre Mpandi fue designado para suceder a su tío para convertirse en el sexto jefe del clan Bajila Kasanja después de regresar de Sudáfrica de una condena en un caso de tráfico de diamantes. Su nombre tribal era Kamwina Nsapu, que significa "hormiga negra". Tales jefes ejercen un control significativo sobre la tierra y deben ser reconocidos por el estado central, incluso si se seleccionan según las tradiciones. Esto alienta a los jefes a apoyar al gobierno de la República Democrática del Congo que luego endosaría a los demandantes.
La región en su mayoría apoyó a Joseph Kabila durante las elecciones presidenciales para derrotar a la oposición. Las tensiones estallaron cuando el gobierno nombró funcionarios a gente cercana al gobierno central y no a los jefes tribales en posiciones de poder en el gobierno local.  El gobierno también se negó a reconocer el nombramiento de Kamwina Nsapu como jefe debido a su postura antigubernamental pasada. Esto lo llevó a impugnar el poder del gobierno central y comenzó a llamar a una insurrección en junio de 2016.
Incitó a sus hombres con un lenguaje xenófobo, refiriéndose a las fuerzas de seguridad regulares como mercenarios extranjeros y una fuerza de ocupación, causando que una milicia que lleva su nombre lanzase ataques contra la policía local. El 12 de agosto de 2016, fue asesinado junto con otros ocho milicianos y 11 policías en Tshimbulu. Tras su muerte, el Observatorio Congoleño de los Derechos Humanos condenó su asesinato y sugirió que debería haber sido arrestado en su lugar.
Varios de sus seguidores se negaron a creer que estaba muerto y escalaron la violencia al intensificar sus ataques contra las fuerzas de seguridad.  A medida que la violencia de los hombres de Kamwina Nsapu se intensificó, el levantamiento se extendió y un número cada vez mayor de locales se levantó en armas contra el gobierno. La muerte de Kamwina Nsapu significó que la rebelión se fracturara en numerosos movimientos, "todos luchando por diferentes razones".

### Después de la muerte de Kamwina Nsapu

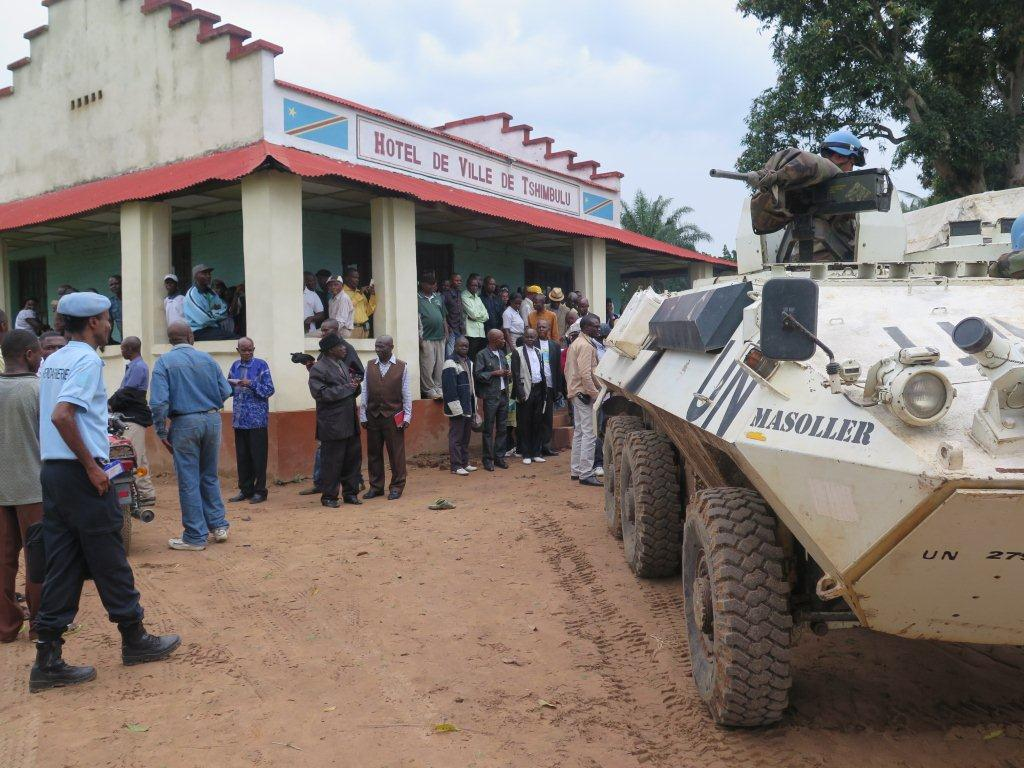
Personal de la MONUSCO patrullando Tshimbulu, Kasai Central el 20 de febrero de 2017 para promover el diálogo en la región

En septiembre de 2016, la milicia de Nsapu capturó un área a 180 km de Kananga, y más tarde capturó el aeropuerto de Kananga antes de que fuera retomado por las Fuerzas Armadas de la República Democrática del Congo. El 26 de septiembre de 2016, el gobierno anunció que, en total, 49 personas habían muerto (27 milicianos, 16 policías y 6 civiles) y 185 milicianos habían sido capturados desde que comenzaran los combates.
En enero de 2017, cuatro milicianos fueron asesinados, mientras que dos policías resultaron heridos. Unos días más tarde, pidieron la renuncia del gobernador, Alex Kande, y protestaron contra la visita del primer ministro Samy Badibanga. El 31 de enero de 2017, un sacerdote católico de la parroquia de San Alonso en Kananga que trató de impedir que la milicia sacara a los niños de las escuelas fue secuestrado. Más tarde fue liberado.
El 9 de febrero de 2017, estallaron combates en Tshimbulu entre 300 milicianos y las fuerzas armadas en un ataque de represalia por parte de la milicia. Al menos seis personas fueron asesinadas, incluido un civil. Al día siguiente, las fuerzas armadas mataron a entre 60 y 75, mientras que al menos dos militares resultaron heridos. El 14 de febrero, la portavoz de derechos humanos de las Naciones Unidas, Liz Throssell, anunció que al menos 101 personas habían sido asesinadas por las fuerzas gubernamentales entre el 9 y el 13 de febrero, y se confirmó que 39 de ellas estaban entre ellas.
Unos días después, se filtró un video que mostraba a miembros del ejército congoleño asesinando a unos civiles en la aldea de Mwanza Lomba. La ministra de Derechos Humanos Marie-Ange Mushobekwa dijo que el vídeo no había sido autentificado, mientras que el ministro de Comunicaciones Lambert Mende Omalanga dijo que fue filmado en otro país, con la intención de "destruir la imagen de la RDC". 
Dos periodistas han recibido amenazas de muerte por su cobertura del conflicto: Sosthène Kambidi de Radio Télévision Chrétienne en Kananga y Fabrice Mfuamba de Radio Moyo en Tshimbulu.
El 18 de febrero de 2017, el Gran Séminaire de Malole (Gran Seminario de Malole) en Kananga fue saqueado por militantes de Kamwina Nsapu. Fue la primera vez que atacaron un objetivo católico. Poco después del ataque, tanto Félicien Mwanama Galumbulula, el obispo de Lwiza, como Laurent Monsengwo Pasinya, el arzobispo de Kinshasa, condenaron la violencia, y Justin Milonga, vicegobernador de Kasai Central, convocaron a los combatientes de Kamwina Nsapu para negociar con el gobierno. Las tropas de la MONUSCO también fueron desplegadas en Nganza y Malole para calmar las tensiones.
Como resultado de los enfrentamientos, muchos padres han dejado de enviar a sus hijos a la escuela. Sin embargo, el 26 de febrero de 2017, Justin Milonga, vicegobernador de Kasai Central, dijo que la "locura" debía terminar y que los niños debían reanudar sus estudios.
El 15 de abril de 2017, el gobierno devolvió el cuerpo de Kamwina Nsapu a la milicia, una demanda clave de la milicia, como una forma de atenuar las tensiones y reconoció al sucesor de Nsapu, Jacques Kabeya Ntumba, como jefe consuetudinario, ya que no reconoció a Nsapu había sido un desencadenante de la lucha.  A medida que el conflicto continuó extendiéndose y escalando en violencia, el gobierno envió tropas endurecidas del este del Congo para luchar contra la milicia Kamwina Nsapu. Los comandantes de estos refuerzos eran "notorios por su brutalidad" e incluso incluyeron a un antiguo señor de la guerra que una vez había sido condenado por el gobierno a la muerte debido a su comportamiento extremo. Cada vez más, comenzaron a aparecer informes según los cuales los militares masacraraban tanto a los rebeldes capturados como a los civiles lubos sospechosos de apoyar a la insurgencia.

## Milicia de Kamwina Nsapu
Los rebeldes de Kamwina Nsapu operan en varias facciones autónomas. Carecen de un "líder identificable" desde la muerte de Kamwina Nsapu, aunque se sabe que las facciones individuales tienen líderes como el "General Gaylord" Tshimbala mientras se rumorea que los políticos de la oposición apoyan el levantamiento. Los rebeldes están unidos en su oposición contra el gobierno y han adoptado el color rojo como símbolo unificador de su levantamiento. Debido a eso, los luchadores de Kamwina Nsapu usualmente se identifican usando cintas para la cabeza o brazaletes rojos.  
Aunque están relativamente mal armados, con la mayoría de sus armas saqueadas o robadas a las fuerzas de seguridad congoleñas,  los insurgentes están fuertemente motivados por su creencia en diversas formas de brujería: Muchos rebeldes de Kamwina Nsapu creen en obtener protección mágica contra daños usando fetiches, hojas específicas, y amuletos protectores.  Los elementos de la milicia de Kamwina Nsapu han sido descritos como "de culto" debido a sus creencias: por ejemplo, los reclutas son forzados a caminar a través del fuego y se les dice que al someterse a este ritual de iniciación resucitarán si son asesinados en la batalla. Algunos combatientes también creen que las armas de madera se pueden transformar en armas funcionales a través de rituales mágicos.
La milicia también se ha destacado por su extenso reclutamiento de niños soldados. Los expertos consideran probable que la mayoría de los rebeldes sean menores. A los niños soldados se les promete trabajo y dinero, y a menudo les dan drogas y alcohol para motivarlos a pelear.
Debido a su naturaleza fragmentada, la rebelión no tiene objetivos claros. Sin embargo, las demandas más frecuentes de los miembros de la milicia son: el retorno y el entierro apropiado de su líder asesinado, a lo que el gobierno concedió en marzo / abril de 2017, reparaciones para la familia del jefe, la restauración de hospitales y escuelas dañadas por las autoridades centrales, "desarrollo social y económico de la región" y la liberación de rebeldes presos y civiles. Desde febrero de 2017, un presunto portavoz del grupo también ha exigido que se implemente el acuerdo entre Kabila y la oposición que surgieron como consecuencia a las protestas en el Congo de diciembre de 2016. 

## Atrocidades

### Limpieza étnica
El conflicto ha evolucionado a partir de una rebelión contra el estado para involucrar a la violencia étnica. La mayoría de las personas que constituyen la milicia de Kamwina Nsapu pertenecen al pueblo Lubo y, según los informes, dentro de la milicia también hay miembros de la tribu Pende y Chokwe. El 24 de marzo de 2017, los milicianos presuntamente mataron y decapitaron al menos a 40 policías, y solo perdonaron a seis que hablaban el idioma local de Tshiluba.
La milicia de Bana Mura, un grupo en gran parte Chokwe, cometió una serie de ataques con motivación étnica contra los Lubos y los Lulua. La milicia de los Chokwe ha sido vinculada al gobierno y las víctimas dan fe de que el ejército y la policía los acompañaron en los ataques.  Se informó que cometieron atrocidades como cortar las extremidades de los niños pequeños y apuñalar a mujeres embarazadas mientras mutilaban fetos y se les acusa de asesinar a 49 menores en 2017. 

### Niños soldado
Según se informa, la mitad de los milicianos que conforma a la milicia de Kamwina Nsapu es menor de 14 años, algunos con tan solo cinco años, y las autoridades congoleñas afirman que están bajo la influencia de las drogas.

### Asesinatos de Zaida Catalan y Michael Sharp
El 12 de marzo de 2017, los agentes de Naciones Unidas la congresista sueca Zaida Catalán, el estadounidense Michael Sharp y su intérprete local, Betu Tshintela, fueron secuestrados y posteriormente ejecutados por rebeldes cerca de la aldea de Ngombe, en la provincia de Kasai en la República Democrática del Congo. Las evidencias documentadas en un archivo de vídeo que muestra los últimos instantes de vida de los cautivos y el posterior informe del portavoz del gobierno Congoleño, Lambert Mende, que tradujo pasajes del registro, apuntan elementos rituales de la milicia Kamwina Nsapu en la ejecución, como la elección de la mujer blanca para cometer decapitación: "corta la cabeza de ella, pero primero corta su cabello, fortalecerá mi poder" consistente con la recurrencia con que los milicianos suelen escoger mujeres y niños para sus decapitaciones rituales, según declaró en 2018 el Subsecretario de Seguridad de Naciones Unidas, Gregory Starr, líder de la investigación ordenada por el gobierno estadounidense y quien fue el primero en sugerir la tesis ritualista o de "magia negra" como móvil del crimen. El hallazgo de los cuerpos el 28 de marzo, a 16 días de reportarse su desaparición, permitió la identificación de Catalan por un tatuaje distintivo en su muñeca derecha y motivó la inmediata búsqueda de sus perpetradores en aras de recuperar la cabeza de la víctima como evidencia del delito, sin que a la fecha tal objetivo tuviera éxito. En un informe publicado el 29 de mayo de 2019, dos años después del suceso, el coronel de las fuerzas de Naciones Unidas y comandante de la misión de paz Monusco en el Congo, Luis Mangini, confidenció pormenores de los peritajes: "Continuamos buscando la cabeza de Zaida, pero nadie podía encontrarla. Sin embargo, en Moyo Musuila, los lugareños nos enseñaron a mí y a la policía de ONU un asentamiento donde se realizaban rituales. Los lugareños normalmente mutilan cuerpos humanos y realizan rituales con sus restos, trozos de manos y cabezas"  dando a entender con tales antecedentes el fin de las pistas, y sugiriendo que los restos cercenados de la congresista pudieron desaparecer o ser consumidos en un rito tribal. A la fecha de hoy y según los reportes oficiales, la cabeza nunca fue encontrada y el caso tuvo un gran impacto mediático por sus faltas a la seguridad y la fatal temeridad que le costó la vida a dos agentes.

## Damnificados
En junio de 2017, más de 3.300 personas murieron en actos de violencia desde octubre de 2016 y 20 aldeas fueron completamente destruidas, la mitad de ellas por tropas gubernamentales, según la Iglesia católica.

## Reacciones internacionales

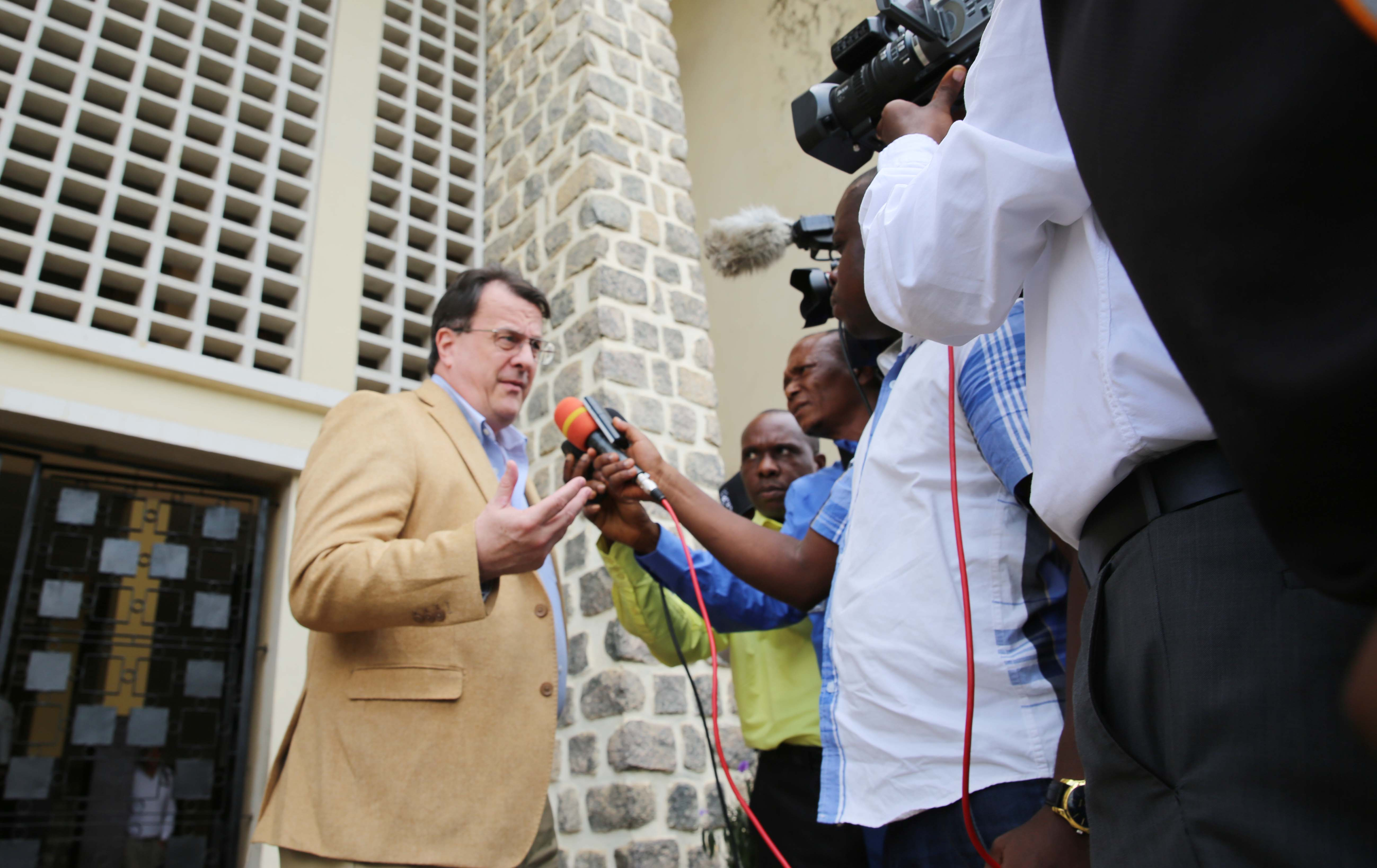
El Representante Especial Adjunto de la ONU, David Gressly, habla con la prensa después de reunirse con la MONUSCO y funcionarios congoleños para discutir el conflicto

El 11 de febrero de 2017, la Misión de Estabilización de las Naciones Unidas en la República Democrática del Congo (MONUSCO) dijo en un comunicado que estaban "preocupados por el conflicto persistente en los Kasais". Condenaron el "reclutamiento y uso de niños soldados" y el "uso desproporcionado de la fuerza" por parte de las Fuerzas Armadas de la República Democrática del Congo en represalia.
En su ángelus del 16 de febrero de 2017, el Papa Francisco pidió por el fin de la violencia, especialmente el uso de niños soldados. Él dijo: "Sufro profundamente por las víctimas, especialmente por tantos niños arrancados de sus familias y sus escuelas para ser utilizados como soldados".
El 19 de febrero de 2017, Mark C. Toner, portavoz adjunto del Departamento de Estado de los Estados Unidos solicitó una investigación sobre el video de la supuesta masacre de Mwanza Lomba.
El 20 de febrero de 2017, el Ministerio francés de Asuntos Exteriores y Desarrollo Internacional también solicitó una investigación del video. En una declaración oficial, dijo que Francia condenaba la violencia sangrienta que sucedía en la región de Kasai desde hace varios meses e hizo un llamamiento a las autoridades y a las fuerzas de seguridad congoleñas para que asuman su responsabilidad principal de proteger a los civiles, respetando plenamente los derechos humanos".
El 13 de marzo de 2017, dos investigadores de la ONU fueron asesinados en Kasai, tanto el gobierno del Congo como la milicia de Kamunia Nsapu se acusaron mutuamente de ser los culpables. Un vídeo publicado por el gobierno del Congo el 24 de abril parece apuntar a la milicia.